# Maurice de Bunsen

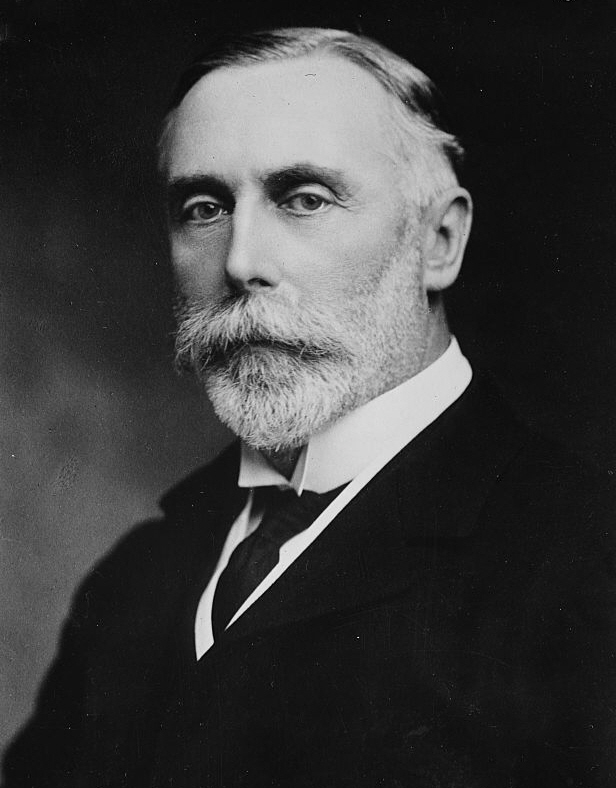
Maurice de Bunsen.

Maurice William Ernest de Bunsen, född den 8 januari 1852, död den 21 februari 1932, var en brittisk diplomat.
de Bunsen tjänstgjorde som diplomat från 1877 och var 1897-1902 legationssekreterare i Konstantinopel, 1902-05 i Paris, 1905 sändebud i Lissabon samt 1906-1913 i Madrid. Han var vid sin tid i Madrid aktiv vid förhandlingarna om Marockofrågans lösning. 1913-1914 var han sändebud i Wien och användes bland annat 1918 som underhandlare med speciellt uppdrag i USA. Han lämnade aktiv tjänst 1919.